# CUS Cagliari Pallacanestro 2014-2015
Questa voce raccoglie le informazioni riguardanti il CUS Cagliari Pallacanestro nelle competizioni ufficiali della stagione 2014-2015.

## Stagione
La stagione 2014-2015 del CUS Cagliari Pallacanestro è stata la quarta consecutiva che ha disputato in Serie A1 femminile.

## Verdetti stagionali
Competizioni nazionali
- Serie A1:

stagione regolare: 8º posto su 13 squadre (9-15);
play-off: sconfitta nei quarti da Schio (0-2).

## Rosa
|    | Naz.                   | Ruolo | Sportivo             | Anno | Alt. |  |       |
| -- | ---------------------- | ----- | -------------------- | ---- | ---- |  | ----- |
| 4  | Serbia (bandiera)      | A     | Milica Mićović       | 1984 | 182  |  |       |
| 5  | Croazia (bandiera)     |       | Ivona Bogoje         | 1976 |      |  | [ 1 ] |
| 5  | Stati Uniti (bandiera) | C     | Emily Correal        | 1990 | 190  |  | [ 2 ] |
| 5  | Italia (bandiera)      |       | Alice Corda          | 1998 |      |  | [ 3 ] |
| 6  | Italia (bandiera)      | P     | Beatrice Carta       | 1992 | 172  |  |       |
| 8  | Italia (bandiera)      |       | Ilaria Scano         | 1998 |      |  | [ 4 ] |
| 9  | Italia (bandiera)      | G     | Valentina Stoppa     | 1985 | 172  |  |       |
| 10 | Stati Uniti (bandiera) | A     | Asia Taylor          | 1991 | 185  |  |       |
| 11 | Italia (bandiera)      | C     | Valentina Gatti      | 1988 | 190  |  |       |
| 12 | Italia (bandiera)      |       | Joana Beatrice Trudu | 1999 |      |  | [ 3 ] |
| 14 | Italia (bandiera)      | PG    | Cinzia Arioli        | 1984 | 178  |  |       |
| 15 | Lettonia (bandiera)    | AC    | Lauma Reke           | 1986 | 185  |  | [ 5 ] |
| 15 | Italia (bandiera)      | AC    | Federica Brunetti    | 1988 | 184  |  | [ 6 ] |
| 15 | Italia (bandiera)      |       | Claudia Ruggeri      | 1998 |      |  | [ 7 ] |
| 16 | Italia (bandiera)      |       | Sara Faedda          | 1999 |      |  | [ 7 ] |
| 17 | Italia (bandiera)      | P     | Agnese Soli          | 1987 | 168  |  |       |
| 20 | Stati Uniti (bandiera) | A     | Tricia Liston        | 1992 | 185  |  |       |